# Espèces et peuples de la série The Legend of Zelda
 (septembre 2022).
Si vous disposez d'ouvrages ou d'articles de référence ou si vous connaissez des sites web de qualité traitant du thème abordé ici, merci de compléter l'article en donnant les références utiles à sa vérifiabilité et en les liant à la section « Notes et références ».
L’article espèces et peuples de la série The Legend of Zelda répertorie les différents peuples et espèces des personnages issus de la série de jeux vidéo The Legend of Zelda.
- Haut – A
- B
- C
- D
- E
- F
- G
- H
- I
- J
- K
- L
- M
- N
- O
- P
- Q
- R
- S
- T
- U
- V
- W
- X
- Y
- Z

## A

### Anouki
- Apparaissent dans : Spirit Tracks

Les Anoukis sont l'équivalent des Skimos dans Phantom Hourglass. Ils sont bleus ou jaunes.

#### Gardiens robots
- Apparaissant dans : Skyward Sword

Les anciens robots sont découverts par Link en arrivant dans le désert de Lanelle, découvrant les dépouilles d'une ancienne civilisation technologique très évoluée. Il la réanime à l'aide d'une chronolite, pierre qui permet de voir le passé d'il y a plusieurs siècles. Des petits robots (modèles Dl-306) produits en chaîne peuplaient en masse les mers et les vastes plaines aujourd'hui devenues désertes à cause de la forte extraction de roches sous le contrôle de Lanelle, le dragon de foudre. Parfois un peu arrogants, ils seront toujours redevables à une personne de confiance. Certains d'entre eux peuvent voler (Recupix), d'autres sont assignés à des postes (Ycéo) et d'autres possèdent des énormes griffes pour travailler la terre.
On dénote aussi une deuxième version d'anciens robots, des androïdes pirates fabriqués avec un crochet en guise de main gauche. Ces robots spécialisés n'ont visiblement pas été fabriqués en série, car ils possèdent des noms particuliers. LD-002G « Capitaine Zigouille » est le pirate qui s'est emparé du Galion des sables, le navire d'Ycéo. LD-003K « Capitaine Trucide » est un robot similaire mais qui semble plus gradé que Zigouille. Parti de Lanelle il y a longtemps, il a vraisemblablement échoué dans la tour céleste avant que celle-ci ne s'arrache du sol. Ces androïdes pirates semblent extrêmement résistants aux aléas climatiques, car contrairement aux petits robots, ils peuvent tenir plusieurs siècles et rester fonctionnels. Très hostiles, ils attaquent Link de façon systématique en le considérant comme un ennemi. De nature très robuste, il faut les pousser au bout de leurs retranchements pour parvenir à les vaincre.

## C

### Célestien
- Apparaissant dans : Twilight Princess

Les Célestiens seraient les premiers habitants d’Hyrule. Avant l’apparition des Hyliens, ils auraient émigré sur Célestia, une cité flottant au-dessus d’Hyrule. Ils ont une physionomie proche de la poule, qui limite leur mouvement, avec un visage humanoïde et disposent de pouvoirs particuliers : ils peuvent notamment se téléporter ou se placer à la verticale, sur les murs.
Dans Twilight Princess, Link rencontrera dans chaque temple deux Célestiens, Baba et son fils, avant de parvenir finalement à Celestia.

## E

### Éolien
- Apparaissant dans : The Minish Cap

Les Éoliens, à l’instar des Célestiens, habitaient originellement la terre ferme avant de partir vivre au-dessus des nuages. Ils sont aussi appelés le peuple du vent.

## G
Gardien
- Apparaissant dans : Breath of the Wild

Les Gardiens sont des robots construits pour lutter contre le Fléau Ganon. Ils se font corrompre par les miasmes quand Ganon resssucite.

### Garo
- Apparaissant dans : Majora's Mask

Les Garos (ガロ, Garo) sont une tribu de ninjas habitant la vallée Ikana de Termina.

### Gerudo

Symbole des Gerudo.

- Apparaissant dans : Ocarina of Time, Majora's Mask, Four Sword Adventures, Breath of the Wild, Tears of the Kingdom, echoes of wisdom

Les Gerudos (ゲルド, Gerudo) sont un peuple constitué presque exclusivement de femmes, qui vivent dans une forteresse située dans un désert à l’ouest d’Hyrule : la Cité Gerudo. Ce sont de redoutables guerrières qui se battent avec deux épées et des voleuses très adroites, respectant néanmoins un code de l’honneur très strict. Un seul Gerudo mâle naît tous les cent ans ; il est destiné à devenir leur roi. Le seul mâle Gerudo connu est Ganon : détenteur de la Triforce de la force, il part à la conquête de tout le territoire d’Hyrule en se servant de Link. Il sera maître d’Hyrule pendant sept années avant que Link ne le vainque.
Les Gerudos sont évoquées brièvement dans d’autres jeux de la série. Dans Twilight Princess, le désert porte leur nom mais on n’y croise âme qui vive : il semblerait que, à la suite de leur invasion d’Hyrule sous le règne de Ganon, les Gerudos aient été massacrées par les Hyliens ou emprisonnées dans le Royaume du crépuscule ; pourtant elles apparaissent dans Four Sword Adventures (mais dans cet episode, elles sont les gardiennes du Désert), ce qui indique que cette théorie est peut-être fausse. Dans Majora's Mask, les Gerudos vivent dans la baie de Termina. Dans Breath of the Wild, les Gerudos vivent dans la cité Gerudo se situant dans le désert Gerudo ; comme leurs homologues de Four Sword Adventures, elles ne sont pas des pillardes mais des marchandes. Leur cité étant inaccessible aux hommes (pour y pénétrer, Link doit revêtir un costume afin de se déguiser en femme), ce ne serait pas les mêmes Gerudos que dans Ocarina of Time, ou un homme naît tous les cent ans. Ici, les Gerudos seraient entièrement féminines. Dans Tears of the Kingdom, Link bénéficie d'une autorisation spéciale et n'a plus besoin de se déguiser

### Goron

Symbole des Gorons.

- Apparaissant dans : Ocarina of Time, Majora's Mask, Oracle of Ages, Oracle of Seasons, Four Swords, The Wind Waker, The Minish Cap, Twilight Princess, Phantom Hourglass, Spirit Tracks, Skyward Sword, Breath of the Wild, Tears of the Kingdom, echoes of wisdom

Les Gorons (ゴロン, Goron) sont des créatures mi-humanoïdes, mi-rochers, qui prennent la forme d’un rocher en se roulant en boule quand il n’y a personne pour leur parler. Les Gorons habitent dans la Montagne de la mort et dans les mines Gorons. Outre la culture de choux péteurs (sorte de bombes naturelles) et leurs activités minières, les Gorons sont des commerçants aguerris, leurs activités de vente étant surtout tournées vers la vente de bombes ou d’eau thermale, et assez paradoxalement de bons marins. Ils se nourrissent des minéraux qu'ils déterrent de la montagne.
Les relations des Gorons avec le monde extérieur, et notamment les Hyliens sont neutres. Cependant, ils se méfient des étrangers, les Gorons ont tendance à former une communauté vivant en autarcie du reste d’Hyrule et souvent assez peu encline au changement. Les Gorons sont généralement les défenseurs d’un trésor (Pierre Ancestrale, Cristal d’Ombre, Alzanine) confiées aux différentes races d’Hyrule. Les Gorons ont un profond respect pour des valeurs tels que le courage ou la force, et leurs sports nationaux, parmi lesquels la course ou encore la pratique du sumo. Le respect pour le chef, considéré comme le Goron le plus fort, est fortement ancré dans la tradition « goronne ».
D’un point de vue technologique, même si les Gorons ont un style assez primitif dans leur architecture et que leurs peintures rupestres constituent la seule forme de décoration murale, ils font tout de même preuve d’assez de talent et ont une réputation dans les domaines de la métallurgie et en tant que mineurs notamment d’or fin. Ils sont ainsi capables d’établir des mécanismes complexes afin d’extraire des ressources de leurs mines, ou encore de créer des sanctuaires afin de protéger certains objets de valeur. Il est enfin à noter la fâcheuse habitude des gorons de rouler les r ou de certains vieux gorons de rajouter -goro à la fin des mots.
Darunia et le célèbre Biggoron sont les représentants les plus connus de leur espèce. Le premier devint un sage dans Ocarina of Time et une ville portera son nom par la suite. Biggoron revient dans plusieurs épisodes. Sa particularité est qu’il est très grand, environ la taille d’un immeuble de sept étages (sauf dans Phantom Houglass où il a une taille normale).

## H

### Hylien
- Apparaissant dans : presque tous les jeux de la série The Legend of Zelda

Les Hyliens (ハイリア族, Hairia-zoku) sont le peuple d’Hyrule, dont ils ont fondé les principaux villes et villages. Les Hyliens présentent toutes les caractéristiques humaines normales exceptées leurs oreilles longues et pointues avec des yeux fins. Ils sont administrés par un roi, et à sa mort par la princesse Zelda. À l’origine, les Hyliens étaient un peuple quasi divin, les premiers habitants d’Hyrule créés par les Déesses. Au fil du temps et des jeux, on s'aperçoit que les Hyliens sont un peuple cupide, impérialiste et égoïste, dont l'empire fut bâti sur des années de guerres et de massacres (le génocide Sheikah et la guerre civile dans Ocarina of Time, la possible fin des Gerudo dans Twilight Princess...).
Dans Skyward Sword, tous les habitants de Célesbourg semblent être des Hyliens, bien que l'on les appelle tous des humains (y compris Link et Zelda). Cependant, il semble logique que Célesbourg soit composé d'Hyliens, Skyward Sword étant chronologiquement le premier jeu de la série.
Link et Zelda sont des Hyliens, bien que dans Ocarina of Time, Link croit d’abord être un Kokiri.

## I

### Ikana
- Apparaissant dans : Majora's Mask

Les Ikanas sont un peuple de guerriers aujourd’hui disparus. Ils vivaient dans la vallée Ikana, une région désertique de Termina.

## K

### Kokiri
- Apparaissant dans : Ocarina of Time

Les Kokiris (コキリ, Kokiri) sont un peuple vivant dans la Forêt Kokiri. Ils sont administrés par l’Arbre Mojo, qui est, aussi étrange que cela puisse paraître, leur père (biologique ou seulement spirituel, ou les deux). Ils naissent avec une fée comme compagnon, et ils ne grandissent plus après avoir atteint l’âge de 12 ans. Ils ne peuvent quitter leur forêt sous peine de perdre de la vie. Ce peuple rappelle les enfants perdus dans Peter Pan.
Dans Ocarina of Time, Link était considéré comme un Kokiri à ceci près qu’il n’a eu une fée qu’à partir de 12 ans. Il n’est d’ailleurs pas un Kokiri en tant que tel mais un Hylien élevé dans un village de Kokiris, sa mère l'ayant confié bébé à l'Arbre Mojo. Sa croissance ne s’arrête d’ailleurs pas à 12 ans, puisqu'il se réveille adulte, après avoir passé sept ans enfermé dans le Saint-Royaume.
Leurs descendants dans The Wind Waker sont les Korogu : ils ne sont plus humains et ont pris la forme de petits arbres humanoïdes.

### Korogu
- Apparaissant dans : The Wind Waker, Breath of the Wild, Tears of the Kingdom

Anciens Kokiri ou descendants de ces derniers, les Korogus (コログ, Korogu) sont un peuple végétal vivant dans la région de l’Île aux Forêts. Après que le roi d'Hyrule a fait engloutir son royaume par les dieux, les Kokiris ont dû s'adapter à de nouvelles conditions de vie et leur morphologie a changé ; les Korogus sont de petite taille et portent une feuille sur leur visage. Ils vivent sous la protection de l’Arbre Mojo. Les Korogus ont pour mission d’étendre la forêt, c’est pourquoi ils vont chacun sur une île une fois par an et y plantent un petit arbre. Une des quêtes secondaires de The Wind Waker consiste à apporter en un temps limité l’eau magique de la forêt à chacun des arbres.
Dans Breath of the Wild les Korogu distribuent des petites noix qu'on peut changer en espace de rangement supplémentaire dans l'inventaire grâce à Noïa, un korogu, qui s'est fait voler ses maracas par des ennemis. Dès que l'on lui a rendu ses maracas, il nous accorde des emplacements. Dans Tears of the Kingdom, Noïa se trouve près de la tour du Mont Labulat et il faut le sauver de troncs-peur. On peut le retrouver plus tard au Fort de guet ou aux Boix perdus.

## L

### Lokomo
- Apparaissant dans : Spirit Tracks

Les Lokomos sont un peuple très ancien qui sont au service des esprits depuis des milliers d'années. Ils sont chacun protecteur d'une contrée afin de la protéger du mal. Ils se déplacent dans des petits wagonnets et jouent tous d'un instrument.

## M

### Migloo
- Apparaissant dans : Phantom Hourglass

Les Migloos sont des sortes de gorilles avec les yeux rouges. Ils sont généralement blancs et portent une massue. Ils habitent dans l’Île du Gel, où ils sont en conflit avec les Skimos.

### Minish
- Apparaissant dans : The Minish Cap

Les Minish (ピッコル, Pikkoru) sont des petits êtres minuscules, de la taille d’un pouce. Personne ne les a jamais vus mais ils sont décrits dans une vieille légende : ils auraient aidé les Hyliens il y a bien longtemps. La famille royale d’Hyrule a longtemps gardé secret leur existence. Ils parlent une langue particulière que Link apprend en mangeant une Noix Blabla au Village des Minish sylvestres. La langue des Minish diffère selon les versions du jeu. Ainsi, dans la version anglaise, ils semblent parler une langue dont la racine est le mot "picori" (l'autre nom des Minish dans la version anglaise) qui est le seul mot que Link peut distinguer lorsqu'il rencontre des Minish pour la première fois. Dans la version française en revanche, les Minish "parlent" simplement à l'envers, c'est-à-dire qu'il faut lire leurs répliques de droite à gauche pour les comprendre. Ainsi, lorsque Link arrive au village des Minish sylvestres, on peut comprendre que ces derniers le reconnaissent comme un humain et veulent ainsi prévenir le village. Les Minish sont divisés en trois sous-espèces : les citadins, les sylvestres et les montagnards.

#### Minish sylvestre
Ce sont les Minish qui vivent dans la forêt. Ils habitent dans des chaussures, des champignons ou même des tonneaux. On peut les rencontrer un peu partout dans le monde d’Hyrule. Leur village en forêt de Tyloria sera le premier monde Minish que Link explorera. Les Minish sylvestres adorent fabriquer des objets qu’ils laissent près de la Cité d’Hyrule. Ils sont aussi passionnés par les Tylorianes, nectars qui poussent dans la Forêt et dont Terry, le marchand de la cité d’Hyrule, fait commerce.
Genta est l’Ancien des Minish sylvestres. Quant à Festa, un prêtre des Minish sylvestres, il garde l’entrée au Temple de la forêt qui renferme l’élément Terre.

#### Minish citadin
Ce sont les Minish qui ont quitté la forêt pour aller vivre dans la Cité d’Hyrule. Ils aiment aider les humains dans leurs tâches : il fabrique par exemple des chaussures pour Sopor, le cordonnier, pendant qu’il dort. Ils sont un peu partout dans la Cité. Certains tiennent leur propre café dans les planches du plafond du Café de Mama. d’autres habitent chez Left, le savant, et adorent lire ses livres.
L’Ancien des Minish citadins s’appelle Bookta. Il habite dans un livre dans la bibliothèque. La plume qu’il tient dans la main est celle d’une cocotte qu’il a battu en duel. Il est le gardien du Temple de l’eau où est enfermé l’élément éponyme et donne ses palmes à Link pour qu’il puisse y pénétrer.

#### Minish montagnard
Ce sont les Minish qui ont quitté la forêt pour partir vivre au Mont Gonggle, où ils ont creusé leur propre mine. Ils sont gais et joyeux et passent leur temps à forger, à creuser où à courir partout dans la mine. Ils forgeront l’épée blanche pour Link. Les Minish montagnards ont leur propre chanson, chacun chantant un couplet. Ils sont solidaires et ce sont de très bons travailleurs.
Melta est le chef des Minish montagnards. Lui et ses sept apprentis sont les forgerons suprêmes d’Hyrule, qui forgeront l’épée blanche pour Link. Les Minish montagnards sont les gardiens de la Grotte de feu, ancienne mine humaine abritant l’élément Feu.

### Mogma
- Apparaissant dans : Skyward Sword

Les Mogmas (モグマ, Moguma) sont une race ressemblant à des taupes, ils sont accros à la chasse au trésor et creusent des souterrains au niveau du volcan d'Ordinn.
Au cours de son périple, Link rencontrera notamment les Mogmas suivants :
- Argie.
- Aurélio, le chef.
- Brunzo.
- Cobal.
- Ferrug.
- Merk.
- Nick.
- Quartz.
- Radigume.
- Ristal.
- Tino.
- Titam.

### Mojo
- Apparaissant dans : Ocarina of Time, Majora's Mask, Oracle of Seasons et Oracle of Ages, The Minish Cap, Four Swords Adventures, Echoes of Wisdom

Les Mojos (デクナッツ, Dekunattsu), dites aussi Pestes Mojo sont une espèce végétale qui n’est réellement organisée en peuple que dans Majora's Mask, où elles sont dirigées par leur roi. Dans Ocarina of Time, si elles sont frappées, elles proposent des objets à vendre, souvent à un prix prohibitif.

## P

### Piaf
- Apparaissant dans : The Wind Waker, Breath of the Wild, Tears of the Kingdom

Les Piafs ont un corps humain avec un bec et des ailes d’oiseau. C’est un peuple spécialisé dans le métier de facteur car ils ont la capacité de se déplacer très rapidement dans des endroits difficiles d’accès grâce à leur ailes. Ils naissent avec un duvet seulement et selon leur coutume, doivent aller chercher leur ailes définitives en haut du volcan, dans le domaine du dragon Valoo, leur dieu. Ce sont les descendants des Zora : ainsi, Médolie porte sur sa tenue le symbole des Zora et évoque l’époque où son peuple n’avait pas encore d’ailes et employait le grappin-griffe.

### Paraduses
- Apparaissant dans : Skyward Sword

Les Paraduses (パラゲ, Parage) sont un peuple aquatique qui habitent le lac Faroria. Ils ressemblent à des hippocampes mais ils possèdent une intelligence propre à eux. Ils sont sous la protection de Firone, le dragon d'eau. Ils ont la faculté de se faufiler dans des espaces très étroits. Leur chef apprend à Link à tourbillonner et ainsi détruire de fragiles barrières et repousser des ennemis aquatiques (peut aussi aider à sauter plus haut hors de la surface de l'eau). Ils se différencient par leurs couleurs primaires. Contrairement aux Zoras, ils ne peuvent pas se déplacer en dehors de l'eau.

### Piratians
- Apparaissant dans : Oracle of Seasons et Oracle of Ages

Les Piratians sont des pirates s'étant échoués sur Subrosia à cause d'une tempête, ils ont navigué sur plusieurs mers, et depuis la catastrophe, l'équipage du capitaine ne souhaite plus reprendre la mer. La plupart des Piratians préfèrent la vie sur terre et être assis dans un bateau les rend malade. Leur bateau s'est échoué sur la côte Ouest de Holodrum.
Les Piratians sont gentils et aideront Link dans son périple pendant son voyage à Holodrum. Le capitaine des Piratians est un ami de la Reine Ambi, du royaume de Labrynna.

## S

### Sheikah
- Apparaissant dans : Ocarina of Time, Skyward Sword, Twilight Princess, Breath of the Wild, Tears of the Kingdom

Les Sheikahs (シーカー, Shīkā) sont un peuple de l’ombre, gardien de la famille royale d’Hyrule. La légende raconte qu’ils ont prêté allégeance au Roi d’Hyrule lors de la Grande Guerre d’Hyrule, au cours de laquelle presque tous périrent. Les rares survivants restent fidèles à la Famille royale d’Hyrule et assurent sa protection. Ils ont la faculté de disparaître.
Dans Ocarina of Time, seuls deux Sheikahs sont rencontrés : Impa, la nourrice de Zelda, qui apprend à Zelda tous les rudiments du combat et de la magie de son peuple. Une fois adulte, Zelda se fera passer pour un Sheikah sous le nom de Sheik dans le but d’aider Link dans son périple et de se cacher de Ganon.
On les associe au village Cocorico et au temple de l'Ombre ; Impa s'avèrera par ailleurs être la fondatrice de Cocorico ainsi que le Sage de l'Ombre dans cet opus.
De plus, dans Breath of the Wild, il existe un gang de criminels sheikahs appelés les Yigas. Ils ont la possibilité de se déguiser en voyageurs et d'attaquer Link s'il tente de leur parler (après avoir vaincu leur chef, il se peut que deux Yigas apparaissent par surprise). Ces Yigas sont reconnaissables à leur masque marqué du symbole des Sheikahs renversé. Les Sheikahs sont le peuple le plus évolué technologiquement.

### Skimo
- Apparaissant dans : Phantom Hourglass, Spirit Tracks

Les Skimos (ユキワロシ, Yukiwaroshi) sont les habitants de l’île de glace ressemblant à des manchots. Leurs ennemis jurés sont les agressifs Migloos. Ces créatures ont des bois de rennes sur la tête et portent un gros anorak. Ils parlent un langage de jeunes qui convient mal à leur personnalité.

### Skull Kid
- Apparaissant dans : Ocarina of Time, Majora's Mask, Twilight Princess

Les Skull Kid sont des créatures vivant dans la forêt notamment celle des Bois perdus. Il est dit que lorsqu’un Hylien s’égare dans la forêt, il se transforme en Skull Kid, créature espiègle et sans visage. Les Skulls Kids ne font pas de mal à Link enfant et jouent même avec lui, mais ils le blessent quand il est sous forme adulte. En tendant l’oreille, il est possible d’entendre les plaintes d’un Skull Kid dans le Temple de la Forêt.
Un seul Skull Kid apparaît dans Majora's Mask. Il est devenu maléfique malgré lui, car il est possédé par le masque de Majora volé au marchand de masques et qui transforme n’importe quelle personne le portant en être démoniaque et lui confère de puissants pouvoirs. Il tente de détruire le monde de Termina en y faisant chuter la Lune.
Dans Twilight Princess, il s'amusera par deux fois à embêter Link et lui permettra d'atteindre tantôt l'Épée de légende, tantôt l'entrée du temple du Temps en le menant aux deux points d'accès au Sanctuaire de la Forêt.

### Soneau
- Apparaissant dans : Tears of the Kingdom

Les Soneaus sont un peuple disparu ayant vécu à la création d'Hyrule, le premier roi d'Hyrule était un soneau. Ils se sont reproduits avec des Hyliens mais cela n'a pas suffi à empêcher leur disparition.
Ils ont de nombreux pouvoirs pouvant être utilisé par Link (The Legend of Zelda) grâce au soneau Rauru qui lui a transmis ses pouvoirs. Parmi ces pouvoirs, il existe : Amalgame : permet de fusionner des armes/flèches/bouclier à des objets en tout genre afin d'attribuer divers pouvoirs au armes. Rétrospective: Permet de retourner en arrière le mouvement d'un objet. Infiltration: permet de traverser un plafond. Emprise: Permet de déplacer des objets et les assembler pour créer des structures ou des véhicules (bateaux, avions, voiture...). DUPLICATA : Permet de répliquer les créations réalisées avec Emprise. Ne s'obtient pas sur l'Ile du Prélude, mais dans les Profondeurs.

### Spectre
- Apparaissant dans : Phantom Hourglass, Spirit Tracks

Les spectres sont des chevaliers fantômes censés garder le temple des mers et la tour des dieux. Ce sont d'abord des ennemis mais, grâce aux larmes de lumière, on peut les contrôler ou les étourdir avec les flèches. Ils sont assez résistants pour marcher sur des pics ou dans la lave. Il y en a des normaux, des rouges qui peuvent allumer des torches, d'autres peuvent se téléporter à l'aide de sbires et d'autres peuvent rouler sur eux-mêmes. Ils sont trop lourds pour marcher sur du sable. On découvre qu'on peut leur parler seulement si on est un spectre.

### Subrosien
- Apparaissant dans : Oracle of Seasons

Les Subrosiens sont un peuple vivant dans les entrailles volcaniques de Subrosia. Ils affectionnent la soupe de lave, la danse et les bains dans la lave en fusion. Leur monnaie est le minerai ; ils possèdent d’ailleurs un excellent forgeron.

## T

### Tikwi
- Apparaissant dans : Skyward Sword

Les Tikwis sont une race ressemblant aux herissons. Ils possèdent sur le dos un bourgeon qui leur permet de se confondre avec une touffe d'herbe, leur permettant d'échapper aux ennemis. Ils peuplent la forêt de Firone. Leurs noms sont tirés de noms d'herbes ou de plantes. Link en rencontre six : les compères Pirsel, Romar, Basil, et Jasmi, leur imposant chef Lorion ainsi qu'un Tikwi se faisant appeler l'ermite qui vit au sommet du grand arbre de Firone. Les Tikwis possèdent un trésor, un lance-pierre que Lorion remet à Link pour lui permettre de poursuivre sa quête.

### Tokay
- Apparaissant dans : Oracle of Ages

Les Tokays sont une espèce reptilienne vivant sur une île de Labrynna. C’est une espèce très amicale quoiqu’un peu taquine, qui aime pratiquer le troc.

### Twili
- Apparaissant dans : Twilight Princess

Les Twilis (トワイライトの民, Towairaito no Tami, Peuple du Crépuscule) est l’espèce vivant dans le Crépuscule, le monde des ténèbres parallèle à celui d’Hyrule qui est celui de la lumière. Les Twilis sont les descendants de tous les criminels du monde de la lumière, envoyés là-bas à une époque pour les punir d'avoir jadis voulu rivaliser avec les déesses. Midona est leur reine, quoique déchue de son pouvoir par la malédiction de Xanto.
Dans Twilight Princess, c'est à la suite de la rencontre de Xanto et Ganon (envoyé dans le Crépuscule par les Sages) que les Twilis parviennent à regagner la terre d'Hyrule et à l'annexer. Néanmoins, ils restent fidèles à Midona et ne suivent Xanto qu'une fois transformés en monstres.

## Y

### Yigas
- Apparaissant dans : The Legend of Zelda: Breath of the Wild, Tears of the Kingdom

Les Yigas sont un gang rebelle qui ont prêté allégeance à Ganon le Fléau (ou Ganondorf). Leur chef se nomme Kohga. Ils apparaissent aléatoirement dans le jeu, parfois même en se déguisant en un PNJ (ou en arbres dans TotK) et tenteront de tuer Link.

## Z

### Zora

Symbole des Zoras.

- Apparaissant dans : A Link to the Past, Ocarina of Time, Majora's Mask, Oracle of Ages, The Wind Waker, Twilight Princess, A Link Between Worlds, Breath of the Wild, Tears of the Kingdom, Echoes of Wisdom

Les Zoras (海ゾーラ, Umi Zōra, Zora des mers) sont des créatures aquatiques pouvant respirer aussi bien sous l’eau qu’à l’air libre (pendant de courtes périodes). Ils ont la peau bleu clair, rouge, vert, des nageoires aux bras et aux jambes, des branchies sur le visage et sont imberbes. Leur dieu, Jabu-Jabu, décide du roi ou de la reine qui administrera le peuple. Comme les Hyliens ou les Gorons, ils sont intelligents et pacifiques. Ces hommes-poissons habitent la grande baie de Termina dans Majora's Mask, le domaine Zora (à la source de la rivière Zora) dans Ocarina of Time et les Mers Zora dans Oracle of Ages.
Leurs origines viennent du fait que lorsque les Déesses créèrent Hyrule, elles bénirent la source du fleuve Zora et les poissons qui se trouvaient à cet endroit se changèrent en Zora.
Ils pondent des œufs pour se reproduire et naissent sous une forme ressemblant à un têtard. Les Zoras sont anthropomorphes bien qu’ils aient des nageoires. Contrairement aux Gorons qui se ressemblent beaucoup entre eux, les Zoras ont des apparences très diverses et variées. Ils peuvent se servir des nageoires qu’ils ont sur les bras en combat, en les envoyant sur leurs ennemis à la façon d’un boomerang ou en s’en servant comme bouclier. Le saphir Zora est une relique sacrée qui apparaît dans Ocarina of Time. Ruto, Sage de l’Eau dans ce jeu, est également une Zora. Ruto est également la « fiancée » de Link dans cet opus, après lui avoir cédé la pierre ancestrale de l'eau.
Suivant le même système hiérarchique que le royaume d’Hyrule, les Zoras sont gouvernés par un prince ou une princesse. Le Roi est aperçu dans Ocarina of Time, lorsque sa fille Ruto est prisonnière du ventre de Jabu-Jabu, dieu des Zoras.
À l’origine, les Zoras sont des créatures hostiles semblables à des poissons, qui font surface pour cracher sur Link leur feu Zora. C’est un de ces Zora qui vend à Link les palmes dans A Link to the Past. Cette espèce est appelée Zora des rivières dans le seul épisode où les deux espèces de Zora coexistent, Oracle of Ages.
Dans Breath of the Wild, Jabu-Jabu a disparu depuis des siècles; la monarchie devient alors héréditaire. Une légende gravée dans la pierre raconte qu'un roi Zora qui n'avait aucun talent particulier pour le combat dut partir en guerre contre des Lézalfos. Son épouse, priant avec ferveur pour son retour, cousit sur l'armure de son roi une de ses propres écailles blanche comme porte-bonheur. La bataille des jours suivants fit rage, et le roi se défendait étonnamment bien. Mais un général Lézalfos s'approcha discrètement du monarque qui se retourna trop tard. Mais le soleil couchant se refléta sur l'écaille blanche, qui aveugla le monstre et permit au roi de le terrasser; c'est depuis ce jour que les princesses Zoras ont l'habitude de confectionner une armure comme celle-ci pour celui qu'elles aiment.
À noter que dans  Breath of the Wild , les Zoras et les Piafs sont deux peuples distincts alors que les Zoras sont censés être les ancêtres des Piafs. Ceci est notamment mentionné dans  The Wind Waker .
Toujours dans Breath of the Wild, le roi Zora, Dorefah, à un rire particulier : "Jabububu..." qui fait penser à Jabu-Jabu dans Ocarina of Time.

### Zuna
- Apparaissant dans : Four Swords Adventures

Les Zunas sont un peuple vivant dans le désert du Doute.